# I. A. L. Diamond
Pour les articles homonymes, voir Diamond.
I. A. L. Diamond est un scénariste américain d'origine roumaine, né Itzek Domnici le 27 juin 1920 à Ungheni, en Bessarabie, et décédé le 21 avril 1988 à Los Angeles, aux États-Unis. Il a notamment collaboré avec Billy Wilder sur plusieurs de ses films.
Ses initiales I.A.L. signifient Inter Algebra League, surnom qui lui est resté de sa période universitaire où ses compétences en mathématiques étaient appréciées.

## Filmographie partielle
- 1944 : Meurtre dans la chambre bleue (Murder in the Blue Room), de Leslie Goodwins
- 1946 : Ne dites jamais adieu (Never Say Goodbye), de James V. Kern
- 1947 : Love and Learn de Frederick de Cordova
- 1946 : Two Guys from Milwaukee de David Butler
- 1951 : Nid d'amour (Love nest), de Joseph M. Newman
- 1951 : Chérie, divorçons (Let's Make it Legal), de Richard Sale
- 1952 : Chérie, je me sens rajeunir (Monkey Business) d'Howard Hawks
- 1958 : Le Fou du cirque (Merry Andrew), de Michael Kidd
- 1959 : Certains l'aiment chaud (Some Like It Hot), de Billy Wilder
- 1960 : La Garçonnière (The Apartment), de Billy Wilder
- 1961 : Un, deux, trois (One, Two, Three), de Billy Wilder
- 1963 : Irma la Douce, de Billy Wilder
- 1964 : Embrasse-moi, idiot (Kiss Me, Stupid), de Billy Wilder
- 1966 : La Grande Combine (The Fortune cookie), de Billy Wilder
- 1970 : La Vie privée de Sherlock Holmes (The Private Life of Sherlock Holmes), de Billy Wilder
- 1972 : Avanti!, Billy Wilder
- 1974 : Spéciale Première (The Front Page), de Billy Wilder
- 1978 : Fedora, de Billy Wilder
- 1981 : Victor la gaffe (Buddy buddy), de Billy Wilder